# Stits DS-1

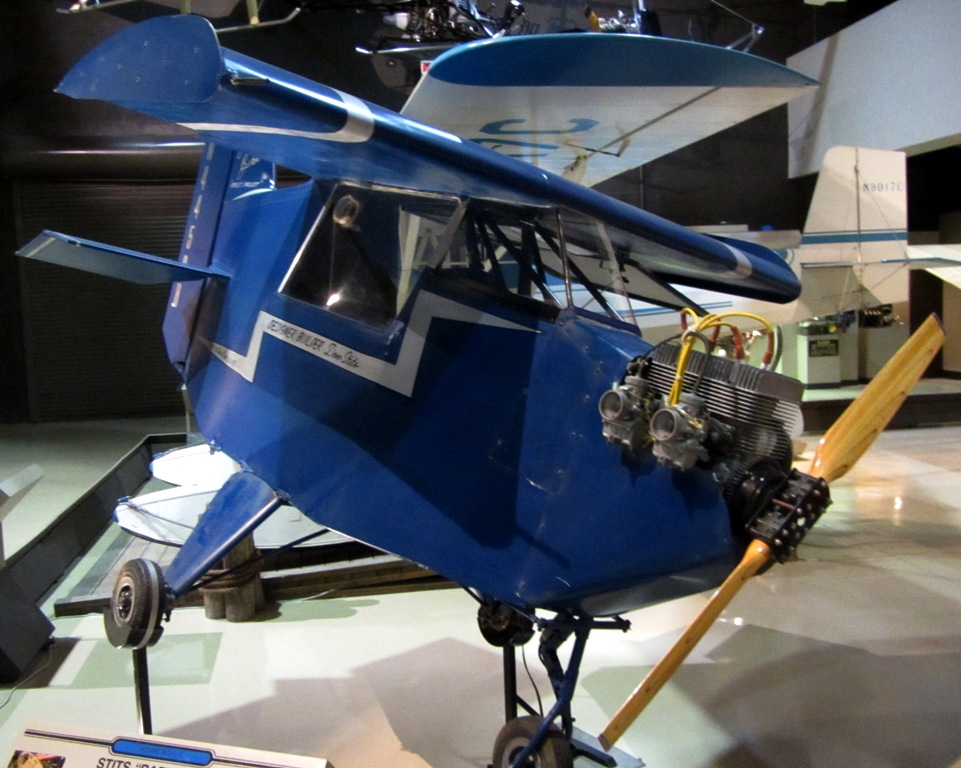
Stits DS-1

Die Stits DS-1 Baby Bird ist ein selbst gebautes Flugzeug, das gebaut wurde, um den „kleinsten“-Status der Welt zu erreichen. Das Vogelbaby ist seit 1984 im Guinness-Buch der Rekorde als „kleinstes Flugzeug der Welt“ aufgeführt. Der Titel wurde später als „kleinstes Eindeckerflugzeug der Welt“ definiert, um die Robert Star Bumble Bee als das kleinste Doppeldecker-Flugzeug der Welt anzuerkennen.

## Entwicklung
Die DS-1 ist ein einmotoriges einsitziges Hochdeckerflugzeug. Die Entwicklung begann 1980, um Ray Stits Rekord für das kleinste Flugzeug der Welt, die Stits SA-2A Sky Baby, zu übertreffen. Der Rumpf besteht aus geschweißtem Stahlrohr mit Stoffbezug. Die Tragfläche ist Vollholzkonstruktion.

## Betriebsgeschichte
Im Jahr 1984 fanden 34 Flüge mit dem US-Navy-Piloten Harold Nemer am Steuer statt.

## Technische Daten (DS-1)

### Allgemeine Charakteristiken
- Besatzung: 1
- Länge: 3,4 m
- Spannweite: 1,91 m
- Höhe: 1,5 m
- Leergewicht: 114 kg
- Bruttogewicht: 193 kg
- Triebwerk: 1 × Hirth 2 Zylinder, 55 PS (41 kW)
- Propeller: 2-flügelig

### Leistungsfähigkeit
- Höchstgeschwindigkeit: 96 kn; 177 km/h
- Stallgeschwindigkeit: 61 kn; 113 km/h